# Jianxincun (sockenhuvudort i Kina, Yunnan Sheng, lat 25,84, long 104,12)
Jianxincun är en sockenhuvudort i Kina. Den ligger i provinsen Yunnan, i den sydvästra delen av landet, omkring 170 kilometer nordost om provinshuvudstaden Kunming. Antalet invånare är 36 268. Befolkningen består av 17 271 kvinnor och 18 997 män. Barn under 15 år utgör 21,0 %, vuxna 15-64 år 70 %, och äldre över 65 år 8,0 %.
Runt Jianxincun är det ganska tätbefolkat, med 214 invånare per kvadratkilometer. Det finns inga andra samhällen i närheten. Trakten runt Jianxincun består till största delen av jordbruksmark.
Genomsnittlig årsnederbörd är 1 282 millimeter. Den regnigaste månaden är juni, med i genomsnitt 306 mm nederbörd, och den torraste är januari, med 14 mm nederbörd.